# ジュスト・フォンテーヌ
ジュスト・ルイス・フォンテーヌ（Just Louis Fontaine、1933年8月18日 - 2023年3月1日）は、モロッコ出身、フランス国籍のサッカー選手および同国代表、指導者。ポジションはFW。
ワールドカップの1大会における最多得点記録保持者である(6試合/13得点)。

## 人物
当時フランスの保護国だったモロッコのマラケシュでフランス人の父とスペイン人の母を持つ7人兄弟の1人として育つ。

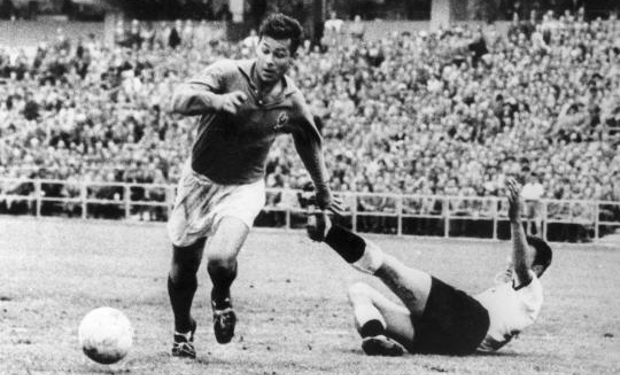
1958 FIFAワールドカップでのプレー

1958年に開催されたFIFAワールドカップでフランス代表として6試合に出場したが、当初はスタメンではなく控え選手に過ぎなかった。ところが急遽スタメン入りするや6試合全てにゴールを決める活躍を見せ、2度のハットトリックを含む13得点を挙げて得点王となった。フランス代表は準決勝でペレを擁するブラジル代表に2-5で敗れたものの、3位決定戦では前回優勝国の西ドイツ代表に彼の4得点を含む6-3で勝利を収め、3位の座を確保した。この大会後はワールドカップに出場していない。
後に西ドイツのゲルト・ミュラーが2大会通算14得点、ブラジル代表のロナウドが3大会通算15得点、ドイツのミロスラフ・クローゼが4大会通算16得点を記録したことにより、彼の得点記録は通算ゴール数でこそ彼らに抜かれたものの、1大会最多得点のワールドカップレコードである13得点は現在も破られていない。
クラブレベルではスタッド・ランスを1958-59シーズンのUEFAチャンピオンズカップで準優勝に導いたが、度重なる負傷のため1962年のFIFAワールドカップには出場できず、大会直後の同年7月に28歳で現役を引退した。
引退後は指導者となり、1967年にはフランス代表の監督も務めたが、2試合連続敗戦の後更迭された。さらにパリ・サンジェルマンFC、トゥールーズFC、モロッコ代表の監督を務めた。
1999年、 『ワールドサッカー』誌の20世紀の偉大なサッカー選手100人で45位に選出された。
2003年にはUEFAジュビリーアウォーズにおいて、ミシェル・プラティニやジネディーヌ・ジダンらを抑えて、フランスの最優秀選手に選出されている。

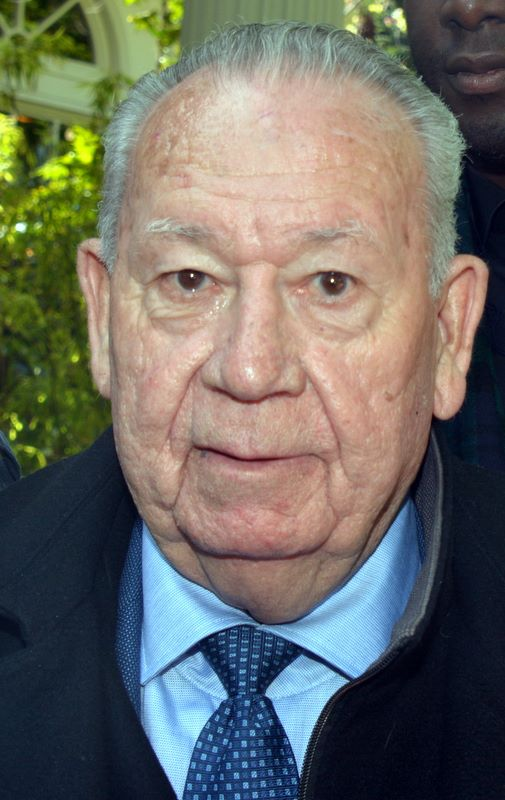
晩年期 (2016年)

2023年3月1日に死去、89歳。

## 代表歴
- 代表デビュー：1953年12月27日 vs ルクセンブルク戦
- 代表通算：21試合出場 30得点